# Huevo (biología)

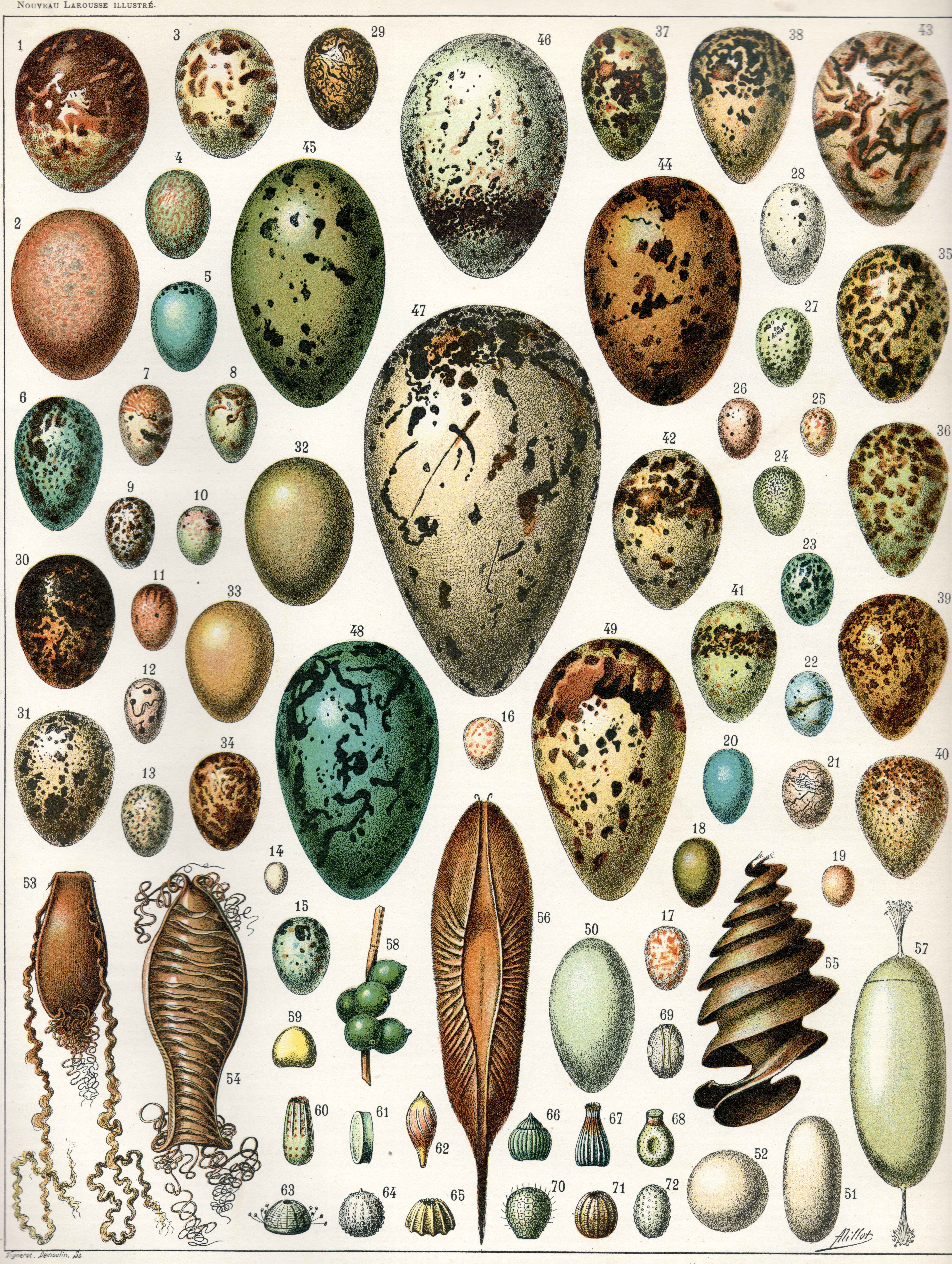
Huevos: La evolución biológica y la selección natural están en el origen de un gran número de formas, tamaños, y colores.

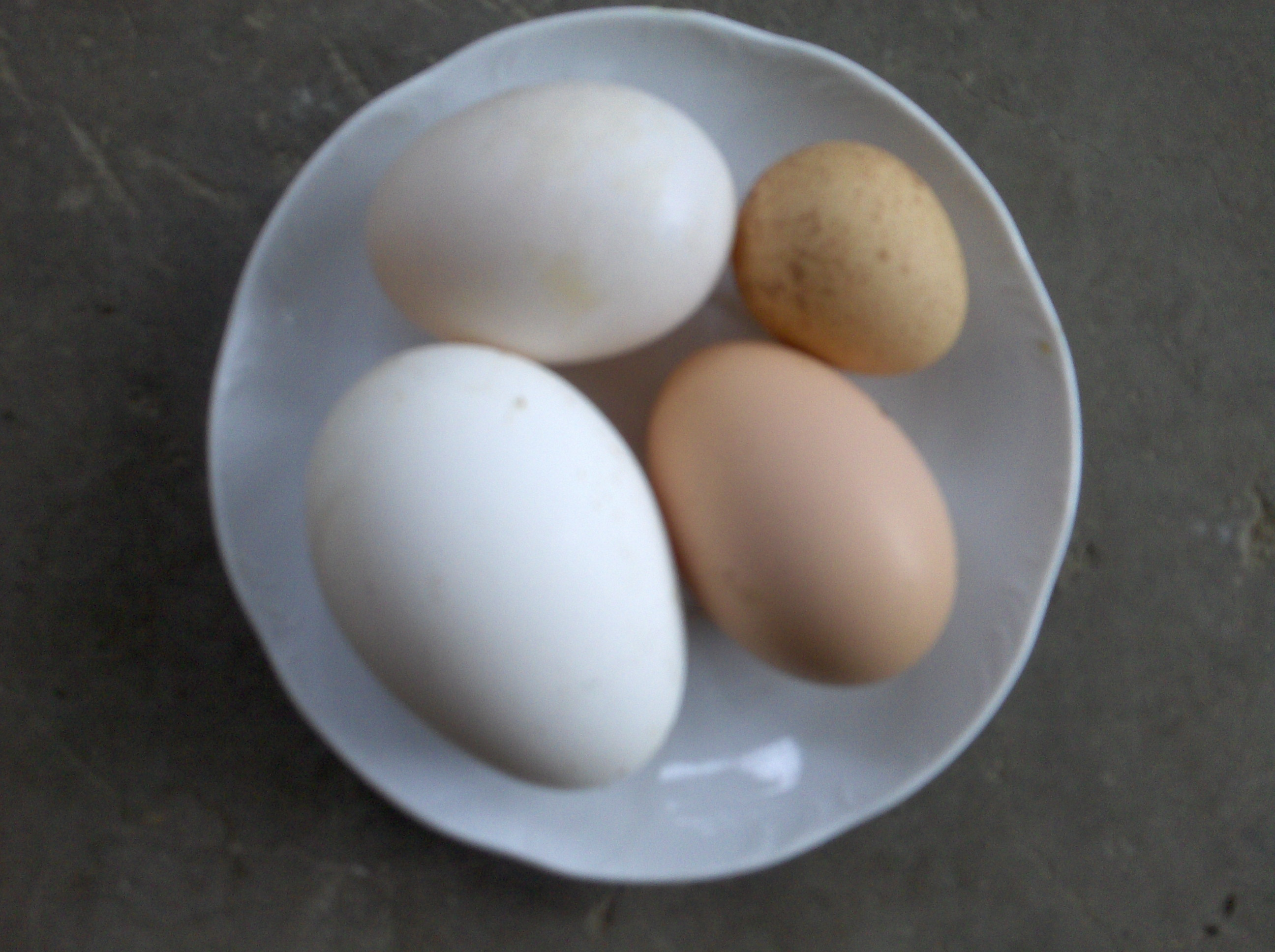
Huevos de algunas especies de aves (pato, pintada, oca, y gallina).

Un huevo es un cuerpo redondeado de tamaño y dureza variables, que las hembras de diversos grupos de animales producen, y que sustenta y protege al embrión cuando el óvulo es fecundado, convirtiéndose así en cigoto. Ponen huevos los vertebrados ovíparos, con poco o ningún desarrollo dentro de la madre, así como muchos invertebrados. Esta es la forma de reproducción de muchos peces, anfibios y reptiles, todas las aves, los mamíferos monotremas y la mayoría de los insectos y arácnidos. Cuando el huevo se desarrolla dentro de la madre se habla de ovoviviparismo.
Los huevos de los reptiles, aves y monotremas están rodeados por un cascarón protector que puede ser flexible o no. El huevo del avestruz, de hasta 1,5 kg, es el mayor huevo actual que se conoce, aunque el ya extinto Aepyornis y algunos dinosaurios ponían huevos mayores. El zunzuncito (Mellisuga helenae) produce el menor huevo de ave conocido: pesa medio gramo. Los huevos de algunos reptiles y de la mayoría de los peces son menores, y los de los insectos y otros invertebrados tienen todavía menos tamaño, pero no están calcificados.

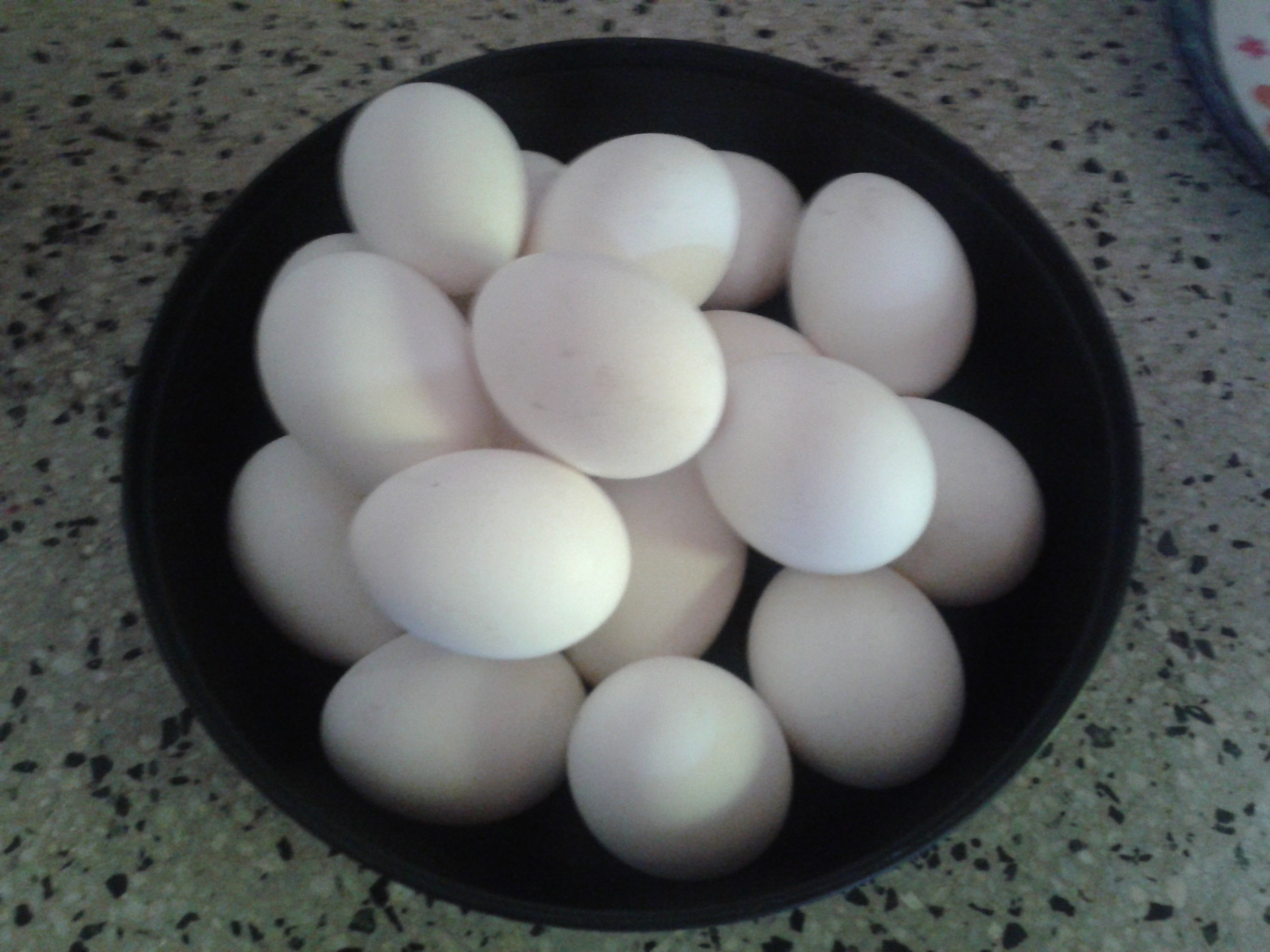
Huevos de gallina.

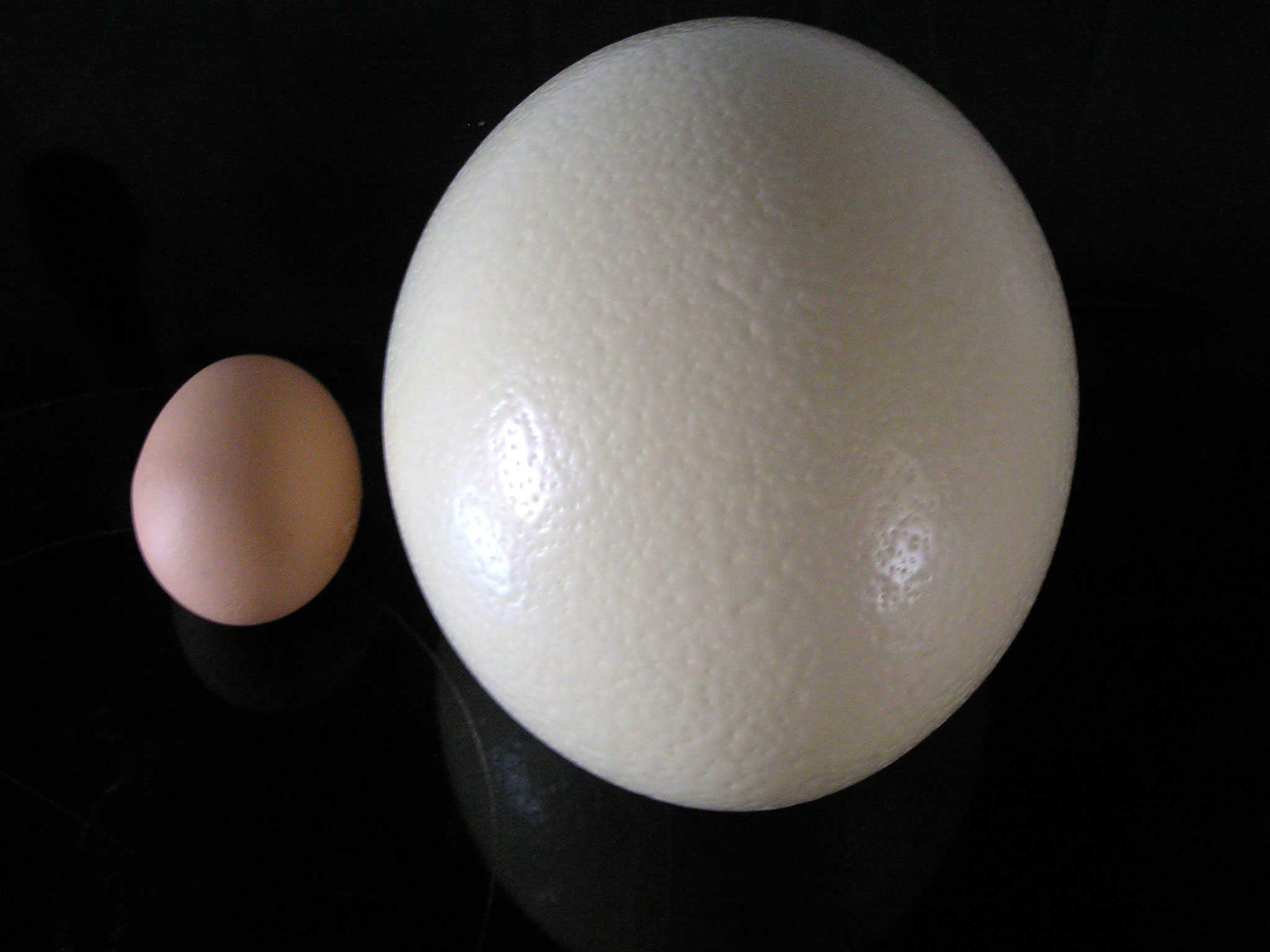
Comparación entre: a izquierda un huevo de gallina, y a derecha un huevo de avestruz.

Diagrama de un huevo de gallina en su 9° día. Membranas: alantoides, corion, amnios, vitelo / yema.

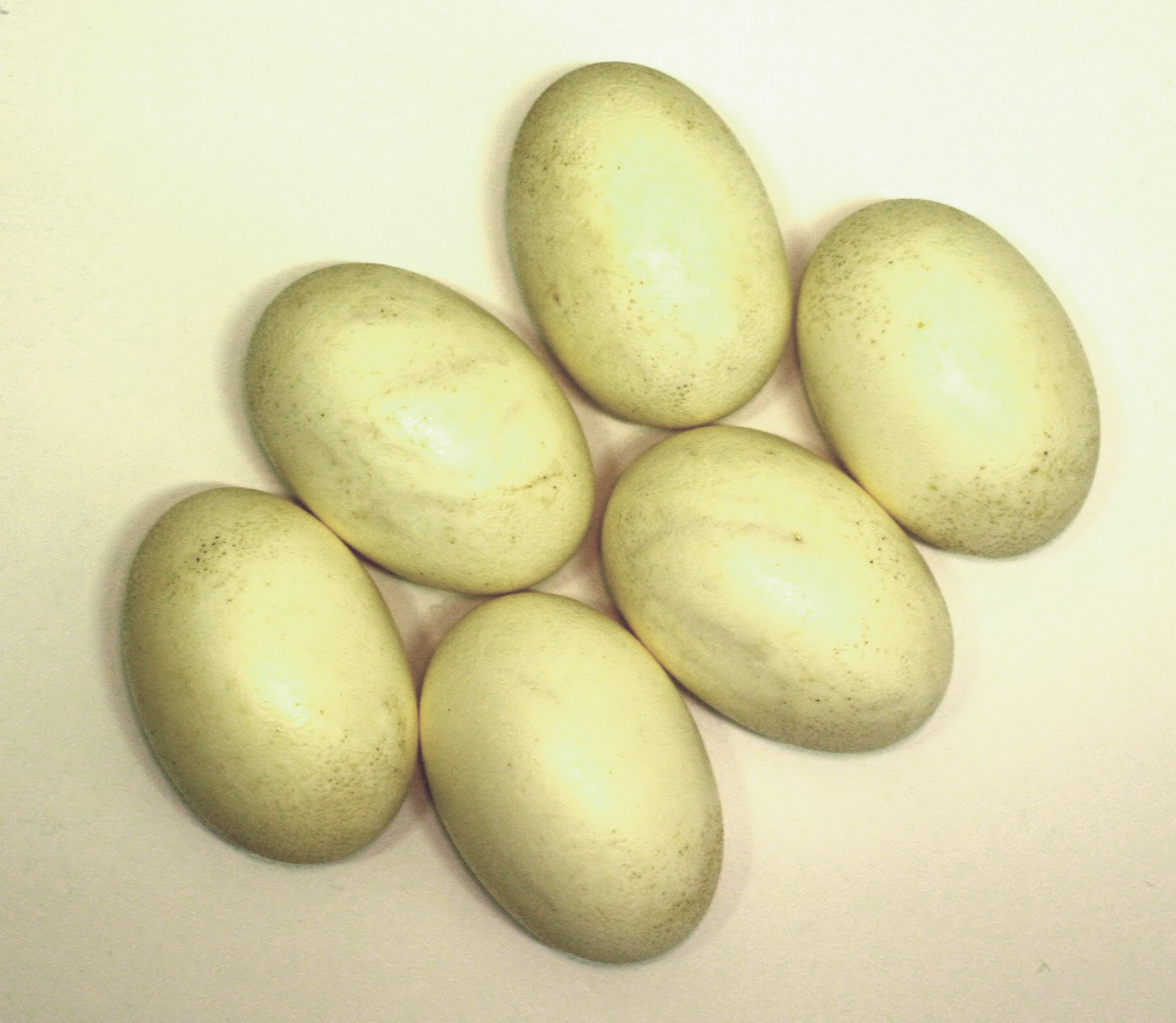
Huevos de cocodrilo del Nilo.

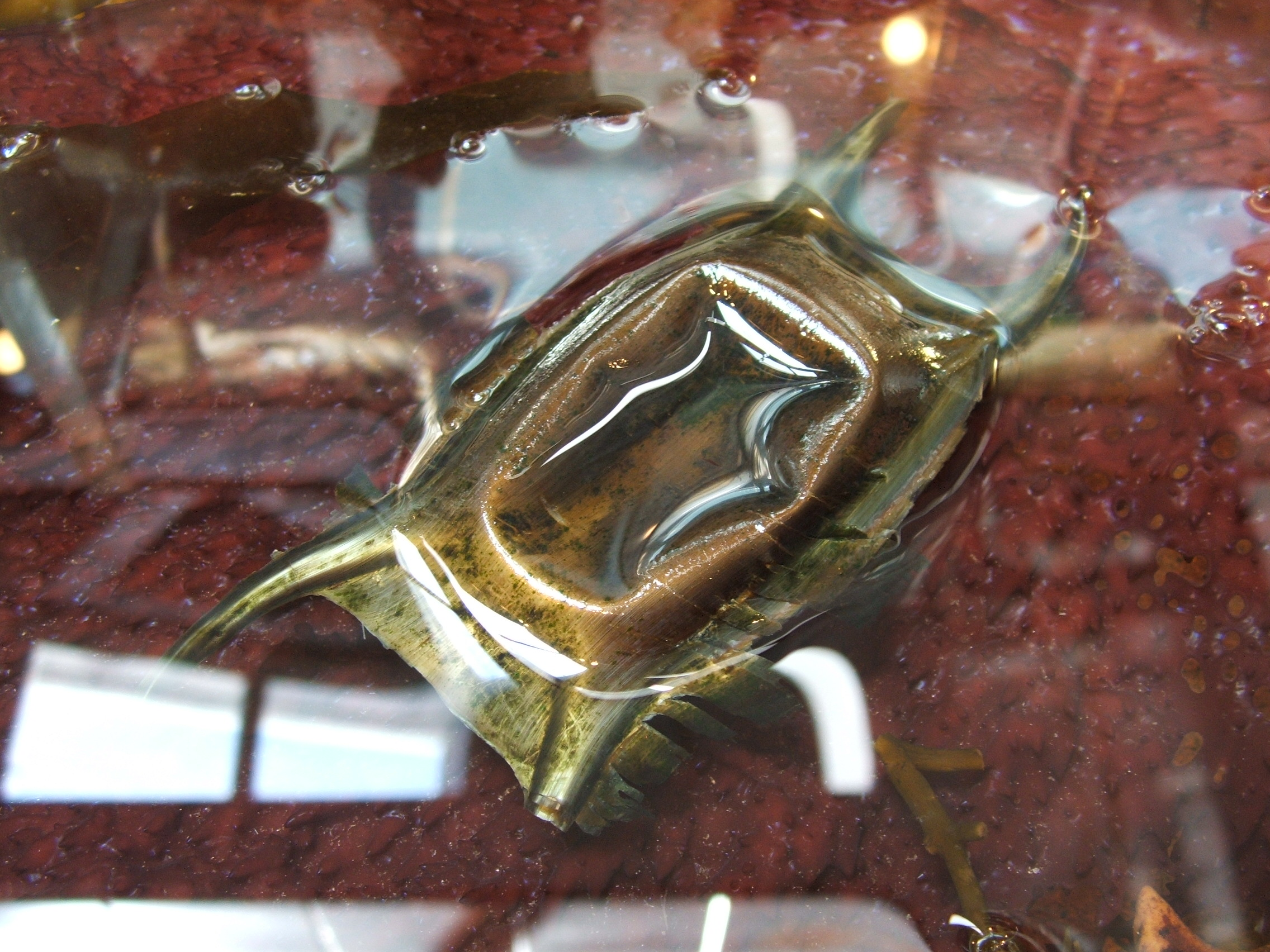
Huevo de Raya bruja gigante.

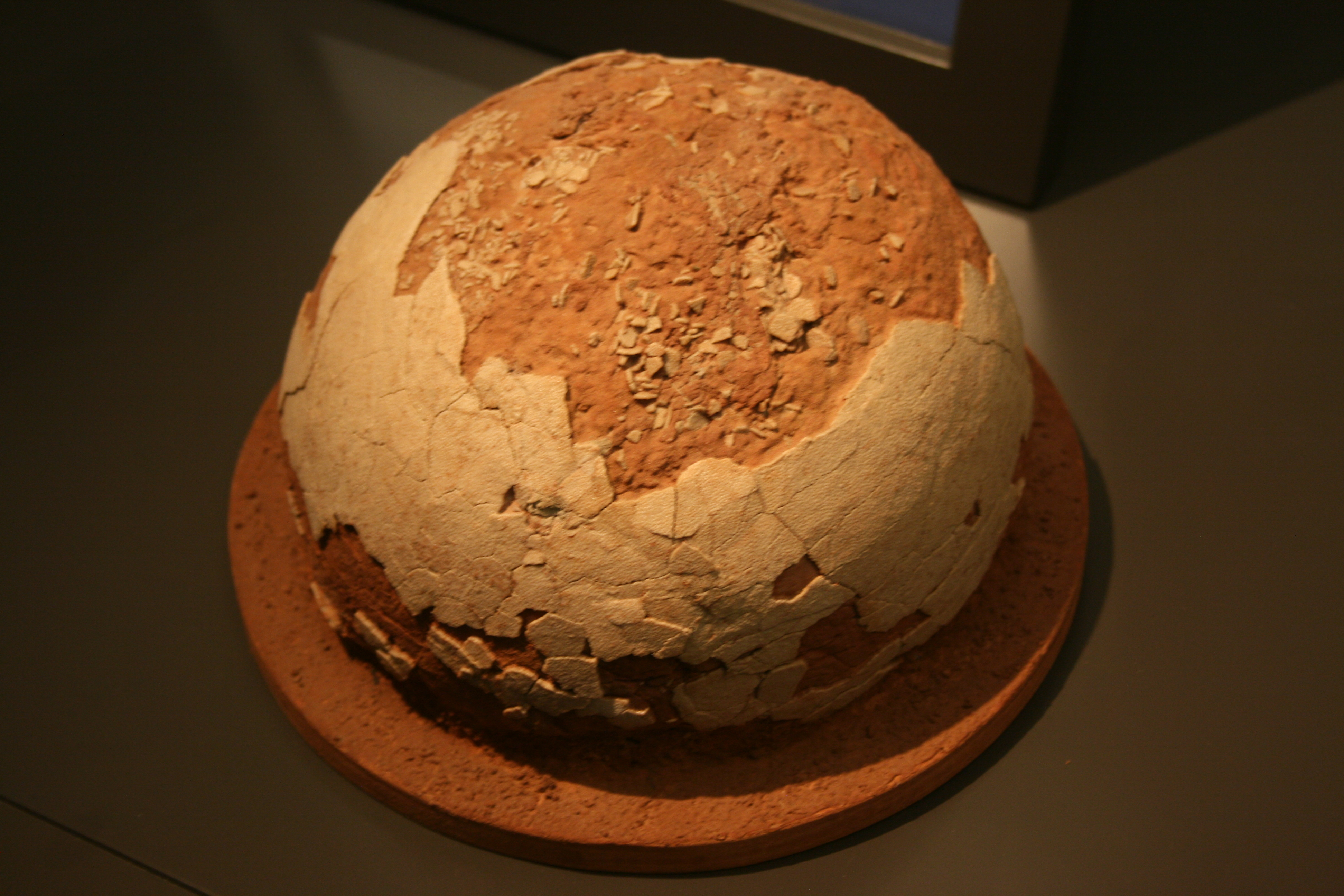
Huevo de Titanosaurus.

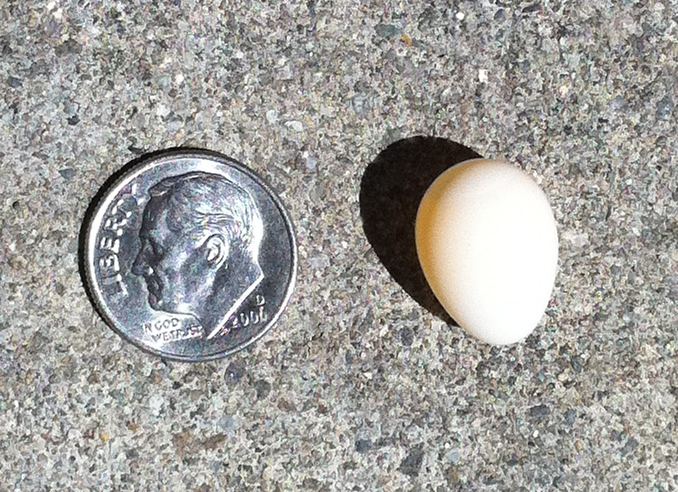
Huevo de Fringílido junto a una moneda de 10 centavos estadounidense.

El estudio de los huevos, y particularmente de los de las aves, se llama oología.

## Clasificación
Los huevos se pueden clasificar según la cantidad de vitelo o por la distribución de este:
| Por la cantidad de vitelo                | Por la distribución del vitelo         |
| ---------------------------------------- | -------------------------------------- |
| Oligolecitos (poco vitelo)               | Isolecitos (uniformemente distribuido) |
| Mesolecitos (mediana cantidad de vitelo) | Telolecitos (en un polo)               |
| Polilecitos (mucho vitelo)               | Centrolecitos (en el centro)           |

El huevo de gallina, por ejemplo, es polilecito y telolecito, porque tiene mucho vitelo y este está concentrado hacia un extremo del huevo.

### Por la cantidad de vitelo
Según la cantidad de vitelo, hay tres tipos de huevos:
1. Oligolecitos. Los que tienen poco vitelo, repartido de manera uniforme a lo largo del citoplasma. Por ejemplo, los de los equinodermos (erizos y estrellas de mar), mamíferos y anfioxos (cordados muy primitivos).
2. Mesolecitos o heterolecitos. Los que tienen una cantidad media de vitelo, repartido en un polo del huevo. Por ejemplo, los de los anfibios.[4]
3. Polilecitos. Los que tienen abundante vitelo, con el núcleo situado en el centro del vitelo. Por ejemplo, los de las aves, reptiles y tiburones.

### Por la distribución de vitelo
Según la distribución del vitelo, los huevos se clasifican en:
1. Isolecitos. Son los huevos donde el vitelo está uniformemente distribuido, como los de los anfibios.
2. Telolecitos. El vitelo está concentrado en un polo, como los de las aves.
3. Centrolecitos. Muy ricos en vitelo. El vitelo se localiza en la periferia del huevo y el núcleo y el citoplasma quedan en el centro. Durante la segmentación hay una migración del vitelo al centro del huevo, como los de los reptiles.

## Partes del huevo
El huevo responde a un mecanismo evolutivo que marca el desarrollo de animales acuáticos, semiacuáticos y terrestres.  Está formado por:
- Cáscara
- Albumen o clara
- Yema o vitelo

Además está formado por un conjunto de membranas extraembrionarias o fetales que rodean al embrión y cada una cumple una función importante y determinada:
- Alantoides
- Amnios
- Membrana vitelina
- Corión

## Huevos de aves

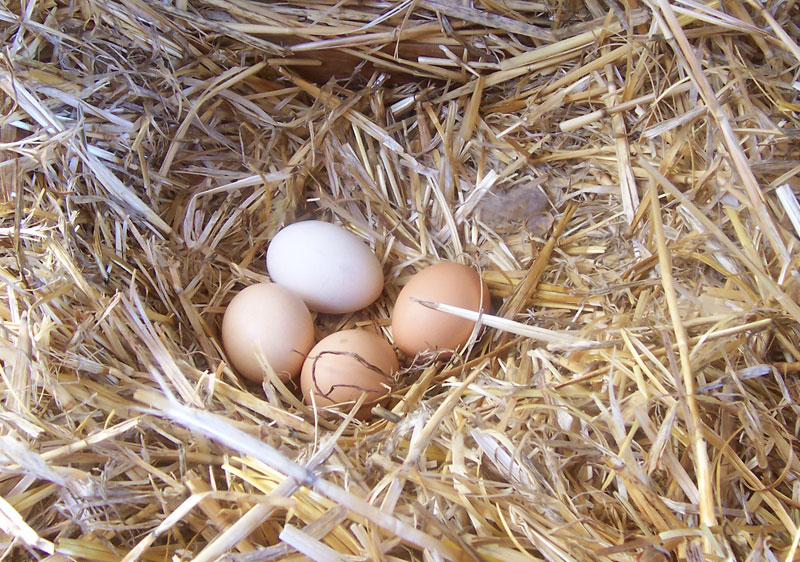
Diferentes huevos de gallina.

Tras la fecundación, el huevo de las aves es puesto por la hembra, y durante un tiempo es empollado. Posteriormente un único polluelo eclosiona de cada huevo. El número medio de los huevos se extiende desde uno (como en los cóndores) hasta incluso aproximadamente diecisiete (en la perdiz pardilla). Cuando las aves ponen sus huevos en montañas o riscos, los huevos tienen forma de gota, para que no rueden y caigan.

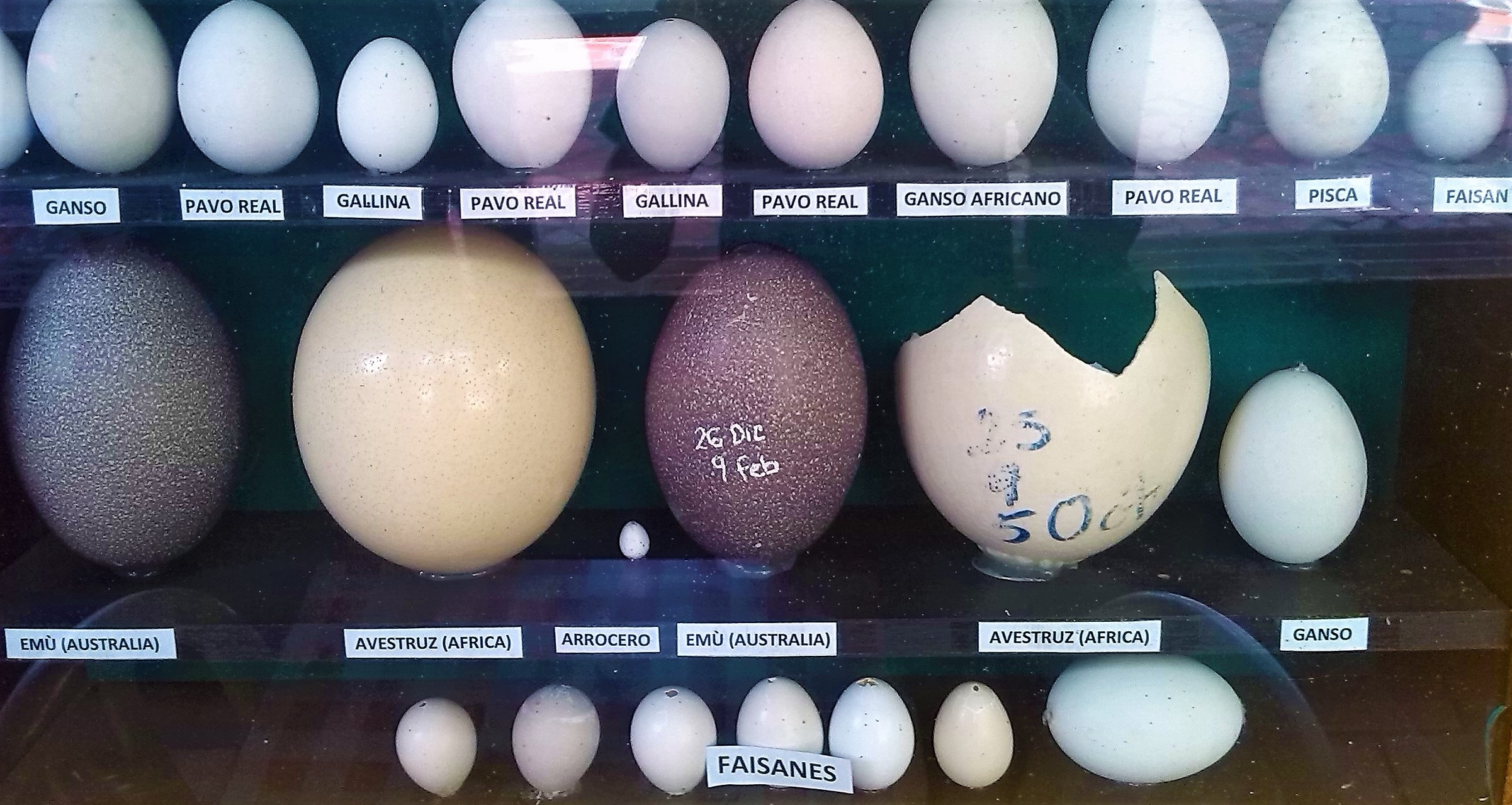
Huevos por especie de ave

### Colores
Diferentes animales ponen huevos coloreados de distintas maneras. Los pigmentos protoporfirina, biliverdina y quelato de cinc de biliverdina son los responsables de la diversidad de colores en los huevos. Estos pigmentos son secretados por las células de las paredes del oviducto y pueden producir manchas en el cascarón si el color es añadido inmediatamente antes de poner el huevo. Los huevos de los reptiles modernos son todos blancos, y se cree que así era para todos los animales prehistóricos.
Es posible que las manchas de los huevos de muchas aves sirvan de camuflaje. Las aves que anidan en cavidades (tales como los pájaros carpinteros y el martín pescador) no necesitan huevos camuflados. Sus huevos son normalmente de un blanco brillante, de modo que los padres puedan localizarlos fácilmente.
En las especies que anidan en grandes grupos, como el arao común (Uria aalge), los huevos de cada hembra presentan marcas muy diferentes entre sí, facilitando que cada hembra reconozca su propio huevo.

### Estructura de los cascarones
| 1. Cáscara 2. Alantoides 3. Amnios 4. Chalaza 5. Albúmina exterior 6. Albúmina media 7. Membrana vitelina 8. Núcleo de halago | 9. Disco germinal (blastodermo) 10. Yema amarilla 11. Yema blanca 12. Albúmina interior 13. Chalaza 14. Cámara de aire 15. Cutícula. |

1. Cáscara
2. Alantoides
3. Amnios 4. Chalaza
5. Albúmina exterior
6. Albúmina media
7. Membrana vitelina
8. Núcleo de halago 9. Disco germinal (blastodermo)
10. Yema amarilla
11. Yema blanca
12. Albúmina interior
13. Chalaza
14. Cámara de aire
15. Cutícula.

Normalmente los huevos son lisos, pero hay excepciones. El huevo de los cormoranes, por ejemplo, es muy áspero y parecido a la tiza. En contraste, los huevos de los tinamúes son muy brillantes, y los de los patos son grasos e impermeables, y de color amarillo. Otra variación es el huevo muy picado de los casuarios.
El cascarón posee poros minúsculos para permitir al pichón respirar. El huevo de la gallina doméstica tiene unos 7500 poros.

### Forma
La mayoría de huevos de aves tienen una forma oval característica, con un extremo redondeado y el otro más aguzado. Esta forma ocurre ya que el huevo es forzado a través del oviducto (previamente al paso por el oviducto, y aún con la cáscara blanda la forma suele ser esférica): los músculos contraen el oviducto por detrás del huevo, empujándolo. Como en ese momento la cáscara del huevo todavía es deformable, la parte posterior del huevo adopta su forma puntiaguda.
La forma oval tiene grandes ventajas: ocupa más eficientemente el espacio dentro de un nido (y en un recipiente) que una forma esférica; evita que los vuelcos sean en posiciones muy aleatorias; generalmente el vuelco es lateral y es así suavizada su fuerza por el deslizamiento que posibilita la forma; la misma forma oval también aporta más resistencia de la cáscara a las presiones en los "polos" (por ejemplo la presión del peso del ave que está empollando).

### Depredación
Hay muchos animales que se alimentan de los huevos. Depredadores principales del ostrero negro americano, por ejemplo, incluyen a los mapaches, las mofetas, el visón, las nutrias(de río y marinas), varias especies de gaviota, el cuervo, los zorros, Lobo, el armiño (Mustela erminea) y la comadreja (Mustela frenata) les roban los huevos a los patos. Las serpientes devoradoras de huevos (géneros Dasypeltis y Elachistodon) son especialistas en comer los huevos.

## Huevos de reptiles

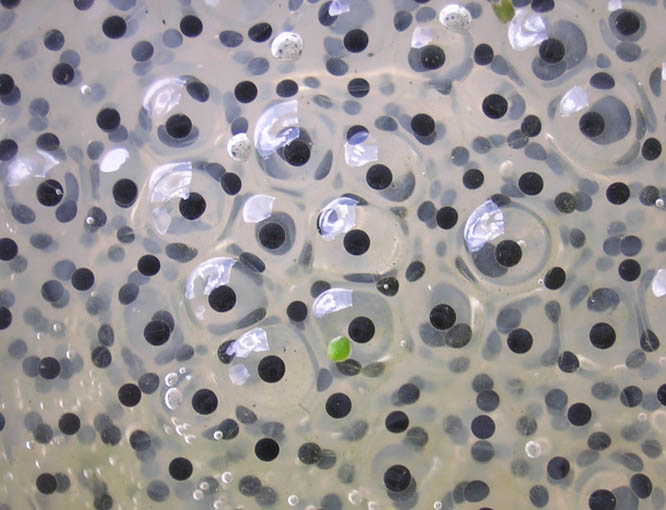
Huevos de Anura.

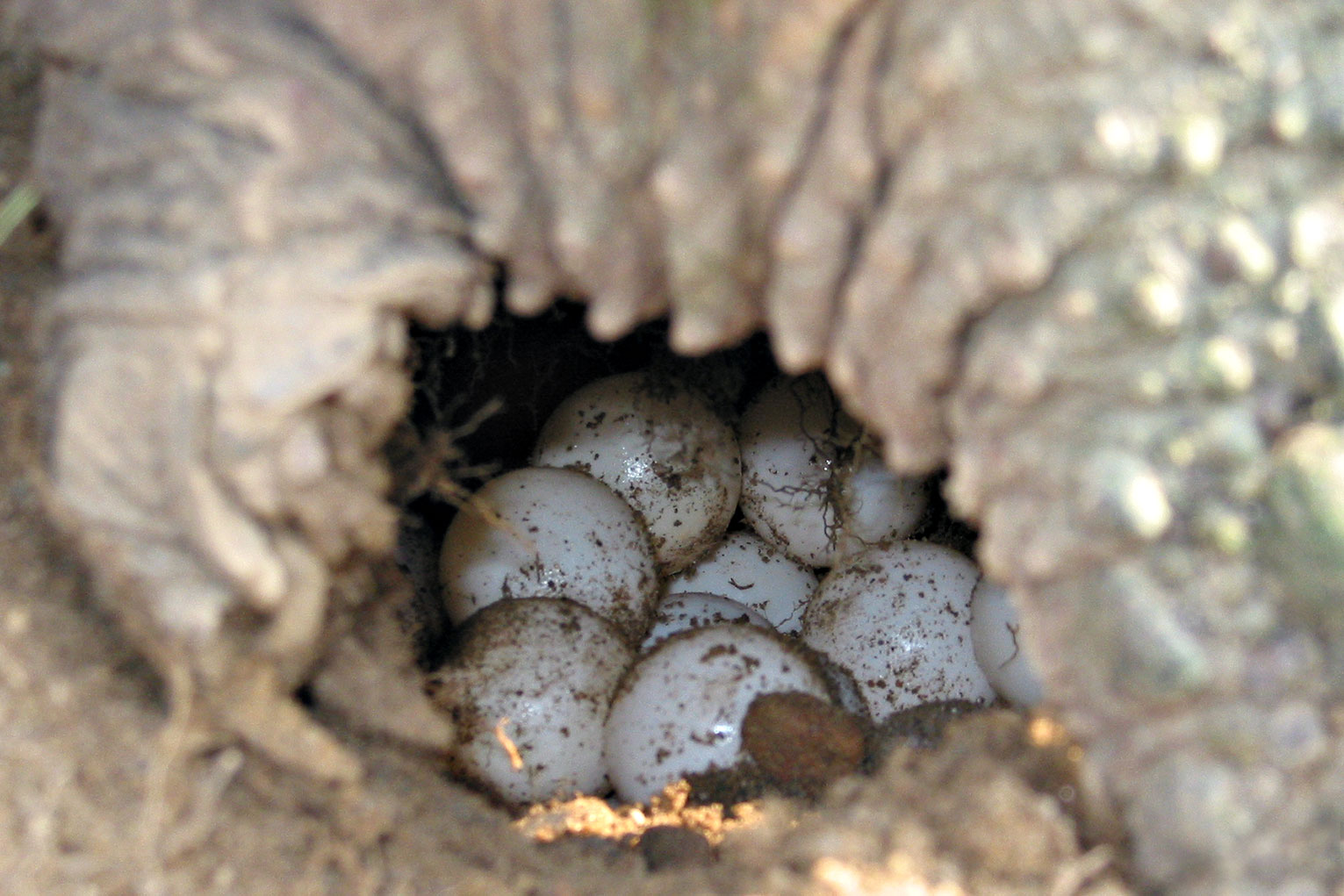
Huevos de Chelydra serpentina

Los reptiles son ovíparos u ovovivíparos. El huevo se desarrolla después de que la hembra haya sido fecundada por el macho. Allí dentro crece el embrión. El huevo es como un almacén de alimentos y está protegido por una membrana o por una cáscara.
Los ovíparos incuban sus huevos en nidos, en el suelo, bajo las piedras o en lugares seguros. Los ovovivíparos conservan los huevos dentro del cuerpo hasta que las crías se han formado completamente. Durante el verano, en el campo, se pueden encontrar huevos de serpiente en diversos sitios.

## Huevos de insectos

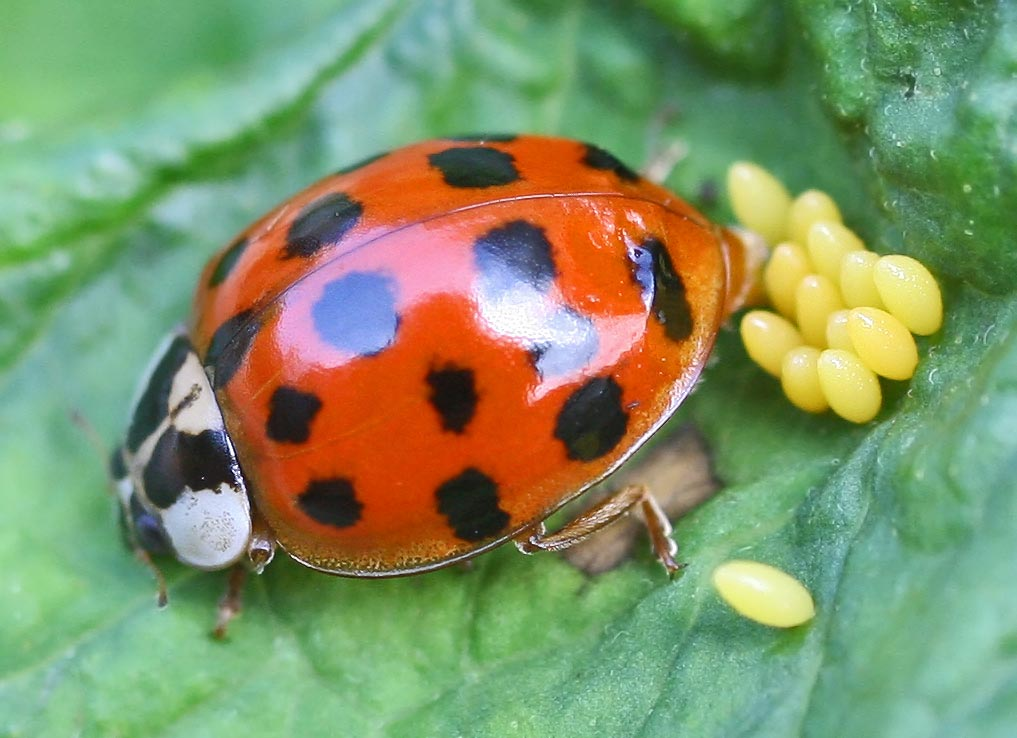
Un Harmonia axyridis realizando la puesta de huevos.

El huevo de insecto es el estadio de vida del insecto que comienza dentro del aparato reproductor de la madre, cuando el ovocito se rodea de una capa de células provenientes de la madre que formarán su cáscara ("células foliculares"), y finaliza cuando, luego de la fecundación y el posterior desarrollo embrionario, el primer estadio juvenil rompe la cáscara. El huevo como tal nace en el aparato reproductor de la madre, cuando los nutrientes y la cáscara externa alrededor del ovocito comienzan a formarse, finalizado el proceso las células que los forman mueren por apoptosis celular, en ese momento el huevo está "maduro" y el corion (las capas externas de la cáscara, no nutritivas) debe poseer la permeabilidad suficiente para que ocurra el intercambio de gases y agua. Posteriormente, por mecanismos variados, el huevo es fecundado con semen proveniente del padre, que entra hasta el ovocito a través de un poro en el corion (la entrada del semen puede ser facilitada por mecanismos diversos). Como consecuencia de la fecundación y luego de algunos procesos se forma el embrión que se desarrolla a expensas de los nutrientes contenidos dentro del corion. En general la fecundación ocurre dentro del aparato reproductivo de la madre quien posteriormente deposita el huevo ("ovipone") en un ambiente externo seleccionado por ella. El huevo debe poseer una morfología y elasticidad suficientes como para atravesar el ovipositor de la madre. En el ambiente externo el huevo inmóvil está expuesto al ataque de predadores y patógenos, en consecuencia evolucionaron adaptaciones que aportan al huevo de protección mecánica, química, o de cuidado parental. El huevo también está expuesto a la futura competencia de las larvas por el alimento (las larvas en general tienen poca movilidad, sobre todo cuando están recién eclosionadas), por lo cual la hembra grávida está adaptada a depositar los huevos de forma estratégica, por ejemplo los ubica espaciados entre sí, o cerca de una fuente importante de alimento para los futuros juveniles.
La morfología del huevo maduro es muy variada entre órdenes de insectos. Los planos de simetría dorso-ventral y cabeza-cola se evidencian en la morfología externa del huevo, y ya se observan desde su formación. Muchas veces se puede reconocer a qué insecto pertenece el huevo por su morfología externa (se dice que la morfología externa del huevo tiene “valor taxonómico”). A pesar de su variada morfología, aun así se reconoce un esquema generalizado del huevo que está muy conservado evolutivamente. El huevo en un esquema generalizado consta de un ovocito con nutrientes ("yema"), envuelto por la membrana vitelina (que contiene más nutrientes), y 4 capas de corion protector, cada una con sus características químicas, de adentro hacia afuera: la capa de ceras, la capa cristalina interna, el endocorion y el exocorion). Se llama cáscara al conjunto de las capas de membrana vitelina y corion.
La ovogénesis (el proceso de formación del huevo maduro) también se encuentra bastante conservada evolutivamente, reconociéndose solo 3 tipos de ovogénesis (Postlethwait y Giorgi, 1985), clasificadas sobre la base de en qué parte del aparato reproductor se encuentran las células formadoras de nutrientes (trofocitos).
En el momento de la oviposición se pueden liberar volátiles que sean captados por individuos de la misma o de otra especie, que pueden modificarles su comportamiento de acuerdo a la información obtenida. Por ejemplo se observan hembras que en el momento de la oviposición liberan feromonas de atracción de la oviposición, de forma que los conespecíficos tienden a oviponer en ese sustrato, o feromonas inhibidoras de la oviposición, con el resultado contrario. También la planta donde ocurre la oviposición puede liberar en consecuencia volátiles (“synomonas”) que sean atractores de predadores o parasitoides de los huevos.
El canibalismo de huevos no es un fenómeno extraño entre los insectos, lo cual sugiere que tendrá un valor adaptativo, que quizás sea el de disminuir la competencia con el resto de la camada, o la obtención de nutrientes, o la adquisición de más carga de endosimbiontes. El canibalismo es más observado en las especies que ponen sus huevos agrupados, menos observado cuando los huevos se ponen espaciados, y no fue observado en los casos en que los huevos son cubiertos por heces, por una ooteca, o por tejidos de plantas.
El todavía nuevo campo de la ecología química nos permite echar luz sobre las relaciones entre el huevo depositado en su sustrato y el ambiente y sus organismos asociados, situación que ocurre desde el momento de la oviposición hasta que emerge el juvenil del huevo. Se han encontrado relaciones complejas y de carrera armamentista con predadores, parásitos, patógenos, competidores, microorganismos asociados, y hospedadores y plantas hospedadoras cuando las hay.